# 溫莎國際機場
溫莎國際機場（英語：Windsor International Airport）位於加拿大安大略省溫莎市東南角，為一座公眾機場，2011年旅客量達193,000人次。

## 歷史
溫莎國際機場的前身沃克機場（Walker Airport）於1928年9月8日正式開幕，為一草坪機場，地皮從當地威士忌酒商希拉姆·沃克（Hiram Walker）的家族租用，首五年免租，該家族並捐出1萬元興建機庫，機場遂以該家族命名。第二次世界大戰展開之際，機場業權於1939年先轉交溫莎市政府，再轉至加拿大交通部，當局並落實興建機場跑道。加拿大國防部於1940年在此設立飛行學校，而機場跑道、控制塔和行政大樓等設施亦於同年落成。
隨著戰爭結束，空軍飛行學校於1945年關閉，而加拿大交通部亦提出將機場營運權交回溫莎市政府，但於1950年被市政府拒絕。當局隨後拆卸空置的戰時建築，並於1958年完成擴建主客運大樓，再於1969年完成將07/25跑道延長至7900英尺。當局於1976年-77年擴建客運大樓，再於1983年-85年進行一系列工程，包括改善跑道和滑行道、增設消防局、更換跑道照明燈和翻新客運大樓。
加拿大交通部終在1998年將機場業權交回溫莎市政府，市府隨即將機場營運業務外判予信佳集團（Serco），合約為期十年，但信佳於2007年2月提早終止合約。市府遂於同年成立全資附屬公司來營運機場。

## 航空公司和目的地

### 客運服務
| 航空公司       | 目的地                         |
| -------------- | ------------------------------ |
| 加拿大航空快線 | 多倫多-皮爾遜                  |
| 皮利島交通公司 | 季節性航班：皮利島             |
| 波特航空       | 多倫多-比利·畢曉普             |
| 陽翼航空       | 季節性航班：巴拉德羅、聖克拉拉 |
| 西捷航空       | 季節性航班：卡加利             |

### 貨運服務
| 航空公司        | 目的地   |
| --------------- | -------- |
| SkyLink Express | 哈密尔顿 |

## 外部連結
- （英文）YQG Home （页面存档备份，存于）－溫莎國際機場官方網站